# Cubo bedlam
Cubo Bedlam é um quebra-cabeça inventado por Bruce Bedlam. Treze peças formadas por cubos (os policubos) devem ser montadas com o objetivo de formar um cubo maior, de 4x4x4. Existem 19.186 maneiras de fazer isso. Além do cubo, existem outras formas que podem ser montadas.
O Cubo Bedlam é semelhante a outro quebra-cabeça, o Cubo Soma